# 八重樫ゆう一
八重樫 ゆう一（やえがし ゆういち））は、日本の作曲家、編曲家、音楽プロデューサー。岩手県出身。本名は八重樫 勇一（読み同じ）。

## 楽曲提供

### アーティスト
AKB48
- 「青空のそばにいて」（作曲）
- 「最終ベルが鳴る」（作曲）

NMB48
- 「努力の雫」（作曲・編曲）

X21
- 「心配エブリディ」（作曲）

.lady.
- 「星を捜して」（編曲）

### アニメソング
ラブライブ!
- 高坂穂乃果(CV.新田恵海)
  - 「Someday of my life」（作曲・編曲）

織田信奈の野望
- ルイズ・フロイス(CV.佐藤利奈) 
  - 「きっと...」（編曲）